# 戶籍謄本
戶籍謄本是中華民國（臺灣）戶籍機關製作的一種證明文件。指把存於戶政機關內的戶籍資料複寫出來，並加蓋機關章戳。如果自己影印戶籍謄本，雖然也是複製戶籍資料卻不能稱為謄本，因為已經失去機關認證的正式效用。在戶籍資料全面電腦化之後，由戶政機關於戶籍系統查詢再直接列印出來並加蓋機關章戳，取代以往直接複寫的方式，仍稱為戶籍謄本。臺灣各地戶政機關仍保存日本統治時期的戶籍資料。

## 格式
| 編號：                             | 列印日期／時間：103/02/05 12:00:00 |
| 戶籍謄本（現戶／除戶、全戶／部份） |                                    |
| 戶號：                             | 戶別：                             |
| 戶籍地址：                         |                                    |
| 戶長變更及全戶動態記事：           |                                    |

| 稱 謂：戶長 | 出生日期：民國XXX年XX月XX日           |
| 姓 名：     | 國民身分證統一編號：                  |
| 父 ：       | 母 ：                                 |
| 配 偶：     |                                       |
| 出 生 地：  | 出 生 別：                            |
| 役 別：     | 原住民身分及族別：山/平地原住民 ◯◯◯族 |
| 記 事：     |                                       |

| 本資料之蒐集、處理及利用，應遵循個人資料保護法之規範。                     |                           |
| 使用自然人憑證得至內政部戶政司全球資訊網免費申請電子戶籍謄本。（以下空白） |                           |
|                                                                            |                           |
| 頁次：第X頁，共X頁                                                         | 核發機關：◯◯◯◯◯戶政事務所 |

戶籍謄本記有個人的戶籍資料，如出生、結離婚、改名、收養、死亡等各種身分異動的紀錄，還有個人的遷徙、領證紀錄等。
戶籍謄本記載項目如下：
- 戶號：自立新戶時，戶政機關會編定一組號碼賦予該戶。
- 戶別：分為共同生活戶及共同事業戶。
  - 共同生活戶：係指以家庭份子為主體（包括受雇人及寄居人），在同一處所，同一主持人之下營共同生活所組成之戶。在陸上無一定住所，以船為家之船戶亦屬之。
  - 共同事業戶：在同一處所同一主管人之下經營共同事業之工廠、商店、寺廟、機關、學校或其他公私場所。
- 里鄰地址：該戶所編之門牌號碼。包括縣市、鄉鎮市區、村里、鄰別、路街名(有分段者列出段號)、巷、弄、衖、號(號之)、樓(樓之)、室等。
- 戶長變更及全戶動態記事：記錄以戶為單位之動態記事，
- 稱謂：有別於一般以己身為基點，逐一列舉其身分關係。此處的稱謂係指和戶長之關係。
- 姓名：
- 出生別：子女出生別之排序須視子女之受胎時，父母之婚姻關係如何而定，普通婚姻所生之子女，不論其是否同母所生，均從父系計算，即前妻與後妻所生之子女之出生別應合併計算；招贅婚姻所生之子女不論其是否同父所生亦不論從父姓或母姓，出生別均從母系計算，即前夫與後夫所生之子女應合併計算，至非婚生子女在未經生父認領前，從母系計算，生父認領後視為婚生子女，應改從父系計算。
- 出生日期：應以國曆年、月、日記載。
- 統一編號：即國民身分證字號。戶所簡稱為「統號」。
- 出生地：由母體離開之地點。通常指醫院所在地。
- 父母姓名
- 配偶姓名
- 記事：針對個人之出生、遷徙、結離婚、兵役、死亡等登記作記錄。格式為某某日期發生此事件，某某日期登記。出生會再列出出生地址、遷出會列出新地址、遷入會列出舊地址、結離婚會列出配偶姓名。
- 頁次：此張謄本之頁次。

## 種類
依狀態分類：
- 除戶謄本
- 現戶謄本

依戶內人口分類：
- 全戶謄本
- 部分謄本

## 英文戶籍謄本
為方便民眾國際旅行或移民時證明個人資料或親屬關係之需要，戶籍謄本亦提供英文版本，式樣如下。英文謄本與中文謄本記載方實略有不同：
- 英文謄本表格為固定，如該人無此項資料則填入「Blank」，與中文謄本彈性製表方式不同。
- 英文謄本無役別記載。
- 英文謄本出生地登記方式為：
  - 國內出生：
    - 各直轄市記為「TAIPEI CITY」、「KAOHSIUNG CITY」、「NEW TAIPEI CITY」、「TAICHUNG CITY」、「TAINAN CITY」、「TAOYUAN CITY」。
    - 臺灣省各縣市統一記為「TAIWAN」。
    - 福建省之金門縣與連江縣記為「FUKIEN」。但為避免與中华人民共和国福建省混淆，會於記事欄另註明「Born in Kinmen County, Fukien, R.O.C.」及「Born in Lienchiang County, Fukien, R.O.C.」。

  - 中国大陆出生：
    - 中華民國大陸時期出生者，使用原中華民國公告疆域行政區劃之省、直轄市、特別行政區或地方之傳統郵政式拼音英譯。（如：北平市記為「PEIPING CITY」、浙江省記為「CHEKIANG」）
    - 中华人民共和国建國後出生者，使用中华人民共和国行政区划之省、直辖市、自治区之現行汉语拼音英譯。（如：北京市記為「BEIJING」、浙江省記為「ZHEJIANG」）

  - 國外出生：記載其出生國國名。

| 編號 No： | 列印日期／時間：2014/02/05 12:00:00  |
| 戶 籍 謄 本 HOUSEHOLD REGISTRATION TRANSCRIPT                                                                        |                                      |
| 戶號 Household number：                                                                                              | 種類 Type： 全部 TOTAL／部份 PARTIAL |
| 戶別 Household name：                                                                                                |                                      |
| 地址 Address： |                                      |
| 戶長變更及全戶動態記事 Alternations of details concerning head of household and notes concerning move of household： |                                      |

| 稱 謂            | Appellation                          | ： Household head       |
| 中文姓名         | Name in Chinese                      | ：                      |
| 英文姓名         | Name in English                      | ： Surname, Given names |
| 統一編號         | ID card number                       | ：                      |
| 配 偶            | Name of spouse                       | ：                      |
| 出 生 地         | Place of birth                       | ：                      |
| 出生日期         | Date of birth                        | ： MMM DD, YYYY         |
| 父               | Name of father                       | ：                      |
| 養 父            | Name of adoptive father              | ： Blank                |
| 母               | Name of mother                       | ：                      |
| 養 母            | Name of adoptive mother              | ： Blank                |
| 出 生 別         | Order of child                       | ： nth son/daughter     |
| 原住民身分及族別 | 原住民身分及族別                     | ：                      |
|                  | Indigenous peoples status and tribes | ：                      |
| 記 事            | Notes：                              | Notes：                 |

| （本謄本摘錄與戶籍登記資料無異This is a true and correct excerpt copy of the entries in the Household Register.） |                         |
| 本資料疑義洽戶籍地管轄戶政事務所，並應遵循個人資料保護法之規範（以下空白）                                        |                         |
| |                         |
| 頁次 Page： 001                                                                                                   | 總頁次 Total page： 001 |

## 外部連結
- 戶籍謄本－臺北市政府 - 市民服務大平臺 （页面存档备份，存于）
- 英譯謄本系統－臺中市大里區戶政事務所 （页面存档备份，存于）